# Probota
Cet article concerne la commune de Probota, qui ne doit pas être confondu avec le village de Probota
Probota est une commune du județ de Iași en Roumanie. Elle comprend les villages de Bălteni, Perieni et Probota.
En 2011, elle comptait 5384 habitants.